# Фінал кубка Англії з футболу 1935
Фінал кубка Англії з футболу 1935 — 60-й фінал найстарішого футбольного кубка у світі. Учасниками фіналу були «Вест-Бромвіч Альбіон» і «Шеффілд Венсдей». Володарем кубкового трофею став «Шеффілд Венсдей».

## Шлях до фіналу
| «Шеффілд Венсдей»         | «Шеффілд Венсдей» | «Шеффілд Венсдей»        | Раунд           | «Вест-Бромвіч Альбіон» | «Вест-Бромвіч Альбіон» | «Вест-Бромвіч Альбіон»                                            |
| ------------------------- | ----------------- | ------------------------ | --------------- | ---------------------- | ---------------------- | ----------------------------------------------------------------- |
| Суперник                  | Результат         | Матчі                    |                 | Суперник               | Результат              | Матчі                                                             |
| «Олдем Атлетік»           | 3—1               | 3—1 вдома                | Третій раунд    | «Порт Вейл»            | 2—1                    | 2—1 вдома                                                         |
| «Вулвергемптон Вондерерз» | 2—1               | 2—1 на виїзді            | Четвертий раунд | «Шеффілд Юнайтед»      | 7—1                    | 7—1 вдома                                                         |
| «Норвіч Сіті»             | 1—0               | 1—0 на виїзді            | П'ятий раунд    | «Стокпорт Каунті»      | 5—0                    | 5—0 вдома                                                         |
| «Арсенал»                 | 2—1               | 2—1 вдома                | Шостий раунд    | «Престон Норт-Енд»     | 1—0                    | 1—0 вдома                                                         |
| «Бернлі»                  | 3—0               | 3—0 на нейтральному полі | 1/2 фіналу      | «Болтон Вондерерз»     | 3—1                    | 1—1 на нейтральному полі, 2—0 на нейтральному полі (перегравання) |

## Матч
| 27 квітня 1935 |

| Шеффілд Венсдей                         | 4:2      | Вест-Бромвіч Альбіон   |
| --------------------------------------- | -------- | ---------------------- |
| Пейленторп 2' Гупер 70' Ріммер 85', 89' | Протокол | Бойєс 21' Сендфорд 75' |

| Вемблі, Лондон Глядачів: 93 204 Арбітр: Берт Фогг |

|  |  |

|                  |  |                    |  |
|                  |  |                    |  |
| В                |  | Джек Браун         |  |
| З                |  | Тед Кетлін         |  |
| З                |  | Джо Ніблоу         |  |
| ПЗ               |  | Горейс Берроуз     |  |
| ПЗ               |  | Вальтер Міллершіп  |  |
| ПЗ               |  | Вільф Шарп         |  |
| Н                |  | Елліс Ріммер       |  |
| Н                |  | Ронні Старлінг (к) |  |
| Н                |  | Джек Пейленторп    |  |
| Н                |  | Джек Сартіс        |  |
| Н                |  | Марк Гупер         |  |
| Головний тренер: |  |                    |  |
| Біллі Вокер      |  |                    |  |

|                  |  |                           |  |
|                  |  |                           |  |
| В                |  | Гарольд Пірсон            |  |
| З                |  | Берт Трентгем             |  |
| З                |  | Джордж Шоу                |  |
| ПЗ               |  | Джиммі Едвардс            |  |
| ПЗ               |  | Білл Річардсон            |  |
| ПЗ               |  | Джиммі Мерфі              |  |
| Н                |  | Вальтер Бойєс             |  |
| Н                |  | Тедді Сендфорд            |  |
| Н                |  | Вільям Джінджер Річардсон |  |
| Н                |  | Джо Картер                |  |
| Н                |  | Томмі Глідден (к)         |  |
| Головний тренер: |  |                           |  |
| Фред Еверісс     |  |                           |  |